# Vis
Vis (řecky Ίσσα, italsky Lissa) je chorvatský ostrov v Jaderském moři. Je to rozlohou šestý největší ostrov Dalmácie (9. v celém Chorvatsku) a jeden z nejodlehlejších chorvatských obydlených ostrovů. Leží 44 km od nejbližší dalmatské pevniny a 15 km jihozápadně od Hvaru.
Po první světové válce byl Vis roku 1920 postoupen Jugoslávii (tehdy Království SHS), za druhé světové války ho okupovala Itálie a posléze ho ovládli Titovi partyzáni a zřídili si zde generální štáb. Po válce byl ostrov využíván jako základna jugoslávského námořnictva, teprve po jeho odchodu roku 1989 se Vis začal otevírat cestovnímu ruchu. Dalšími zdroji příjmů jsou vinařství a rybářství.
Dvěma rovnocennými středisky ostrova jsou přístavní městečka Vis (v zátoce na severním pobřeží) a Komiža (na západě). Podle nich je Vis rozdělen na dvě občiny – Vis, zahrnující východní většinu ostrova a přilehlé ostrůvky (Ravnik, Budikovac a další), a Komiža, která kromě západní části ostrova spravuje ještě okolní ostrovy Biševo, Svetac a vzdálené neobydlené souostroví Palagruža.

## Historie

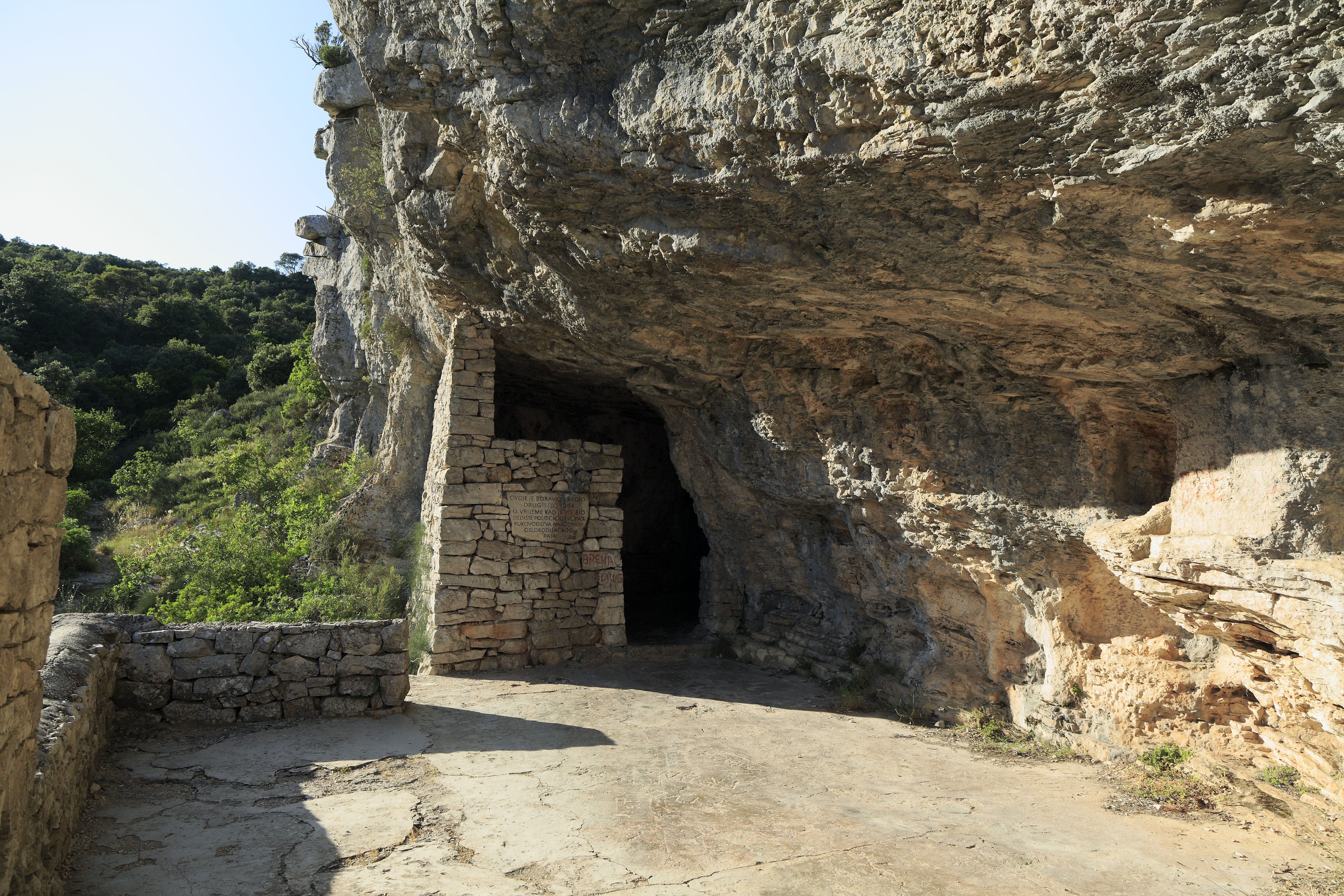
vstup do Titovy jeskyně

Ve starověku ostrov obývali Liburnové. Po staletí ho ovládala Benátská republika, potom napoleonské Italské království a po Vídeňském kongresu připadl Rakouskému císařství.
Vis byl v 19. století byl přezdíván jako Gibraltar Adrie a představoval strategický bod strážící přístupy k významným rakousko-uherským přístavům Split a Dubrovník. Pokus Italů za prusko-rakouské války tento ostrov dobýt vedl ke střetnutí loďstev obou států v bitvě u Visu (20. červenec 1866), v níž italské námořnictvo utrpělo těžkou porážku. Ostrov zůstal jako součást Dalmatského království pod vládou Rakouska-Uherska až do jeho rozpadu po první světové válce, pak rozhodnutím Rapallské smlouvy připadl nově vzniklému Království SHS.
Během druhé světové války po zhroucení Jugoslávie ostrov obsadila Itálie, stejně jako řadu dalších ostrovů u chorvatského pobřeží, které Itálie považovala za svou sféru zájmu. Následně pak ovládli ostrov Titovi partyzáni, kteří do jedné jeskyně ve vnitrozemí (později získala jeho jméno – Titova špilja) přesunuli celý svůj generální štáb. V roce 1944 se na ostrově setkal vůdce partyzánů s Brity a zástupci exilové jugoslávské vlády ve snaze řešit otázku budoucího uspořádání Jugoslávie.

## Zajímavosti

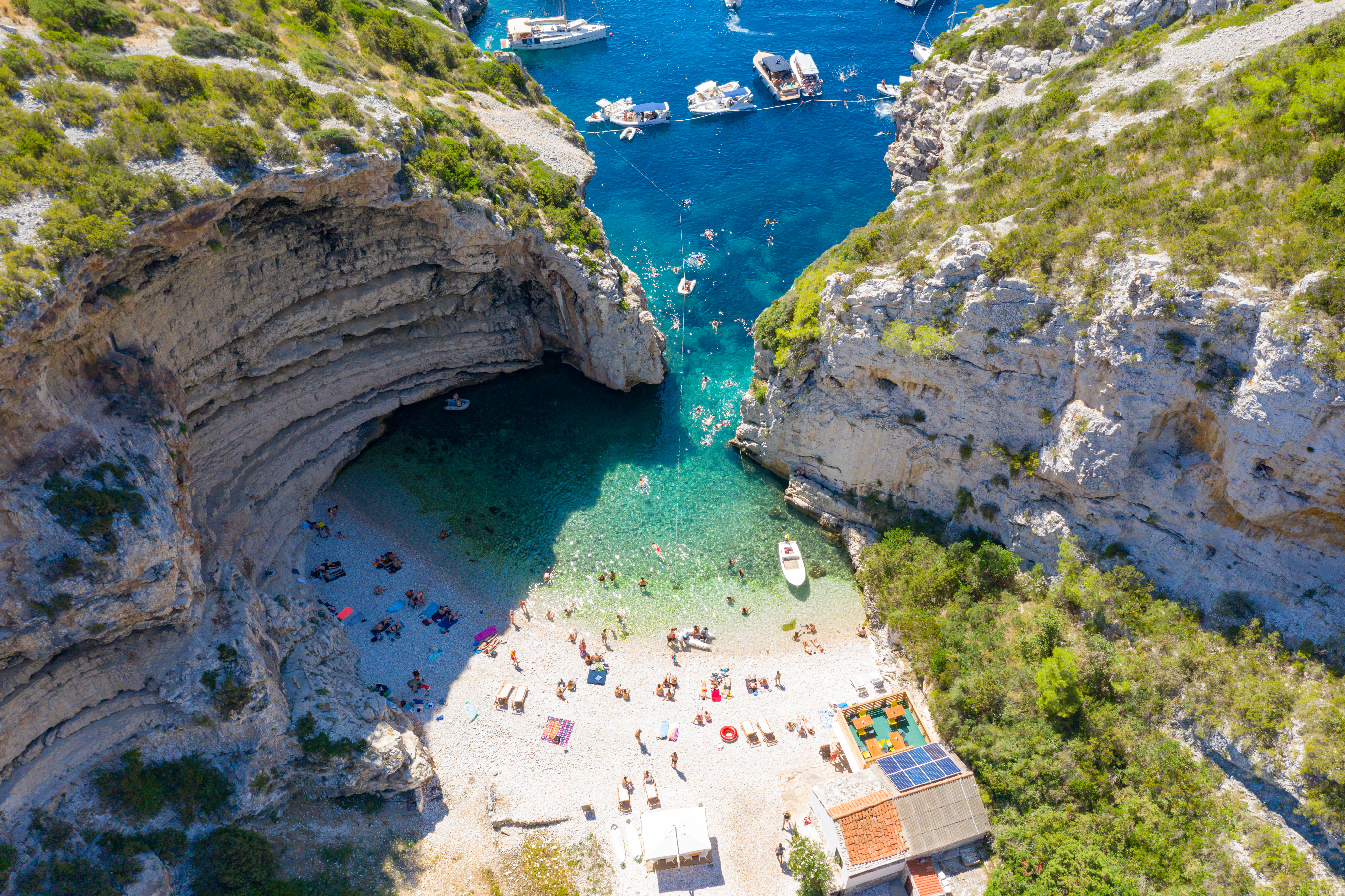
zátoka Stiniva

Ostrov posloužil k natáčení muzikálu Mamma Mia z roku 2008, stejně jako pokračování Mamma Mia! Here We Go Again z roku 2018.
Na jižním pobřeží pod osadou Žužeca se nachází zátoka Stiniva s malou ukrytou pláží považovanou za jednu z nejmalebnějších v Chorvatsku.